# Reforma Escolín
Reforma Escolín är en ort i Mexiko.   Den ligger i kommunen Papantla och delstaten Veracruz, i den sydöstra delen av landet, 220 km nordost om huvudstaden Mexico City. Reforma Escolín ligger 193 meter över havet och antalet invånare är 795.
Terrängen runt Reforma Escolín är huvudsakligen platt. Reforma Escolín ligger uppe på en höjd. Runt Reforma Escolín är det ganska tätbefolkat, med 179 invånare per kvadratkilometer. Närmaste större samhälle är Poza Rica de Hidalgo, 9,2 km nordväst om Reforma Escolín. Trakten runt Reforma Escolín består till största delen av jordbruksmark.